# معماری تگزاس

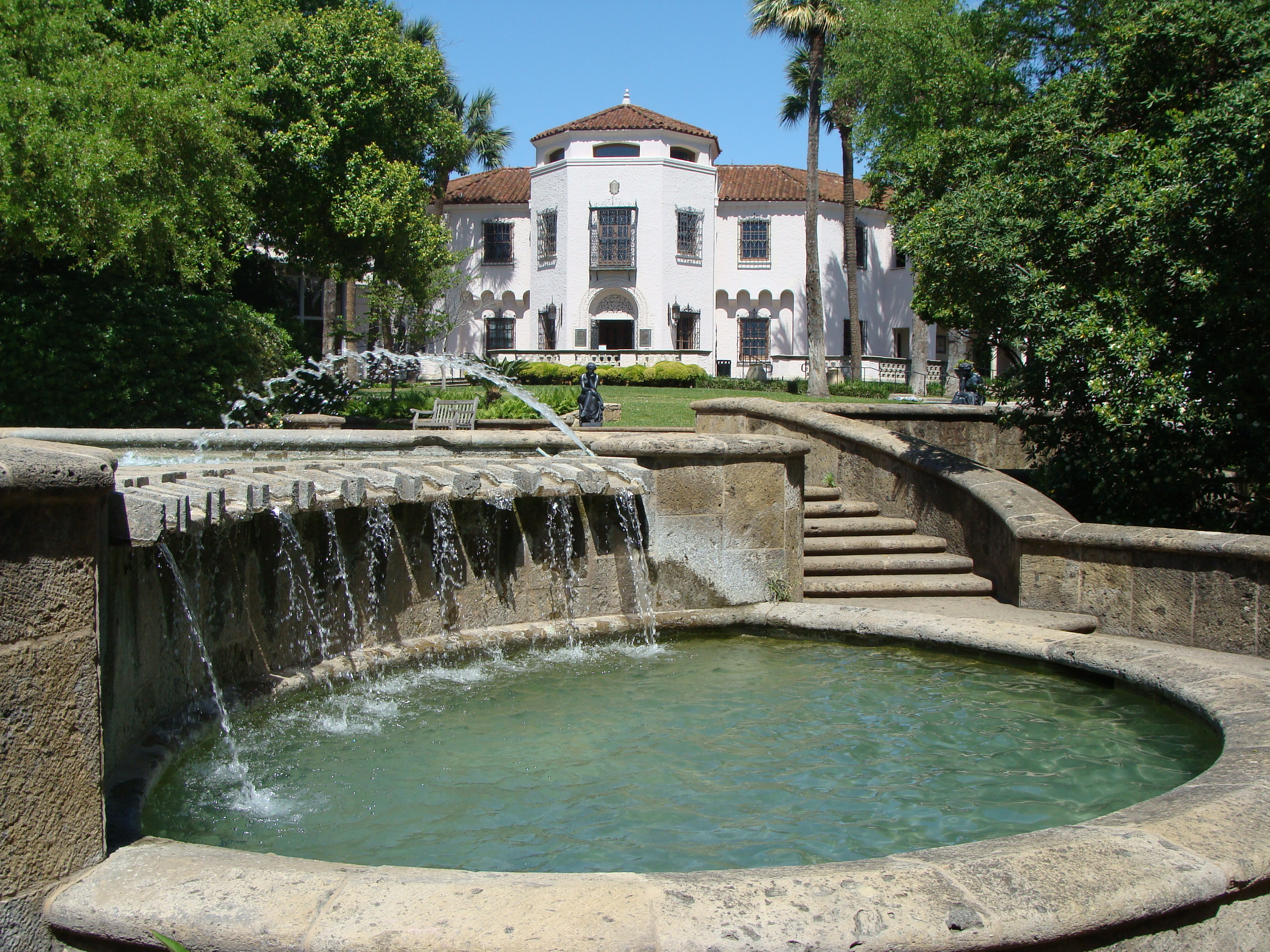
تاثیر شیوه‌های معماری اسپانیایی در موزه هنر مک‌نی بسهولت آشکار است.

معماری تگزاس برگرفته از ریشه‌های فرهنگی است که این ایالت پهناور را در تاریخ تحت تأثیر قرار داده‌است.
به‌طور سنتی، و بخصوص در شهرهای مناطق جنوب و غرب ایالت، معماری شهرها متاثر از فرهنگ‌های اسپانیایی زبانان بوده‌است. این را می‌توان در آثار تاریخی مثل قلعه آلامو یا کاخ فرماندار اسپانیایی مشاهده کرد.
اما نفوذ اقوام مهاجر دیگر را نیز می‌توان در میراث معماری تگزاس دید. به‌طور نمونه، تأثیر فرانسویان حتی امروزه در معماری تگزاس دیده می‌شود. به‌طور مثال، منزل فرانسوا گیلبو (به فرانسوی: François Guilbeau) که توسط ژول پونسارد (به فرانسوی: Jules Poinsard) در ۱۸۴۷ در سن آنتونیو ساخته گردید، خواص مشهودی از معماری نئوکلاسیک اوایل قرن ۱۹ فرانسه را به نمایش می‌گذارد.

## معماران

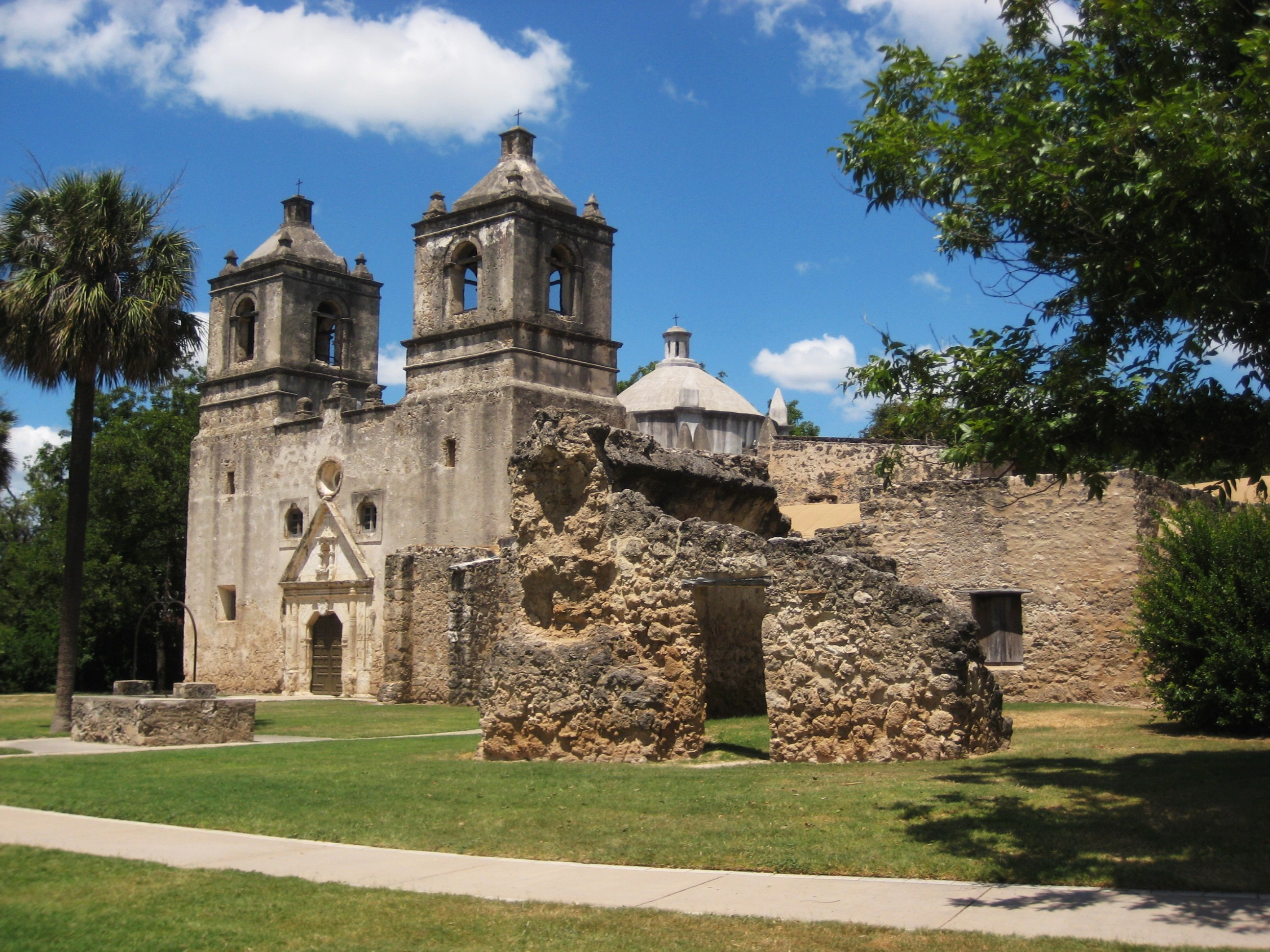
میسیون کنسپسیون، یکی از کلیساهای قدیمی پارک تاریخی ملی میسیون‌های سن آنتونیو

از معماران مهم این وادی می‌توان در تاریخ به افرادی همچون نیکولاس جی. کلیتون، جیمز رایلی گوردن (که بناهای بسیاری را در تگزاس ساخت) و اونیل فورد (پردیس دانشگاه ترینیتی و بناهای زیادی در سن آنتونیو) را نام برد.
در میان شرکت‌های امروزی نیز اربن دیزاین گروپ، گروه بک، و اچ‌ک‌اس اینک. (سازنده بزرگترین ورزشگاه سرپوشیده جهان) نیز شهرت ملی دارند.

## بناهای مذهبی
کلیسای سن فرناندو از کهن‌ترین کلیساهای کشور است که هنوز در حال استفاده می‌باشد. باسیلیکای عبادتگاه ملی گل کوچک نیز نمونه‌ای دیگر از بناهای تاریخی-مذهبی تگزاس است.
میسیون کنسپسیون، میسیون سن خوزه، میسیون سن خوان، و میسیون اسپادا امروزه از بناهای میراث ملی آمریکا محسوب میگردند.

## بناهای دولتی
هر شهرستانی در تگزاس در قرون ۱۹ و ۲۰ تلاش در ساخت یک بنای شهرداری یا عمارت دادگستری داشتند که معماری منحصر بفردی را از خود به نمایش میگذاشت. ده‌ها بنا این‌گونه ساخته شدند. در این میان می‌توان به مواردی همچون زیر اشاره کرد:
- ساختمان دادگستری شهرستان الیس
- عمارت دادگستری شهرستان مدینه
- ساختمان دادگستری شهرستان وایز
- عمارت دادگستری شهرستان بیر

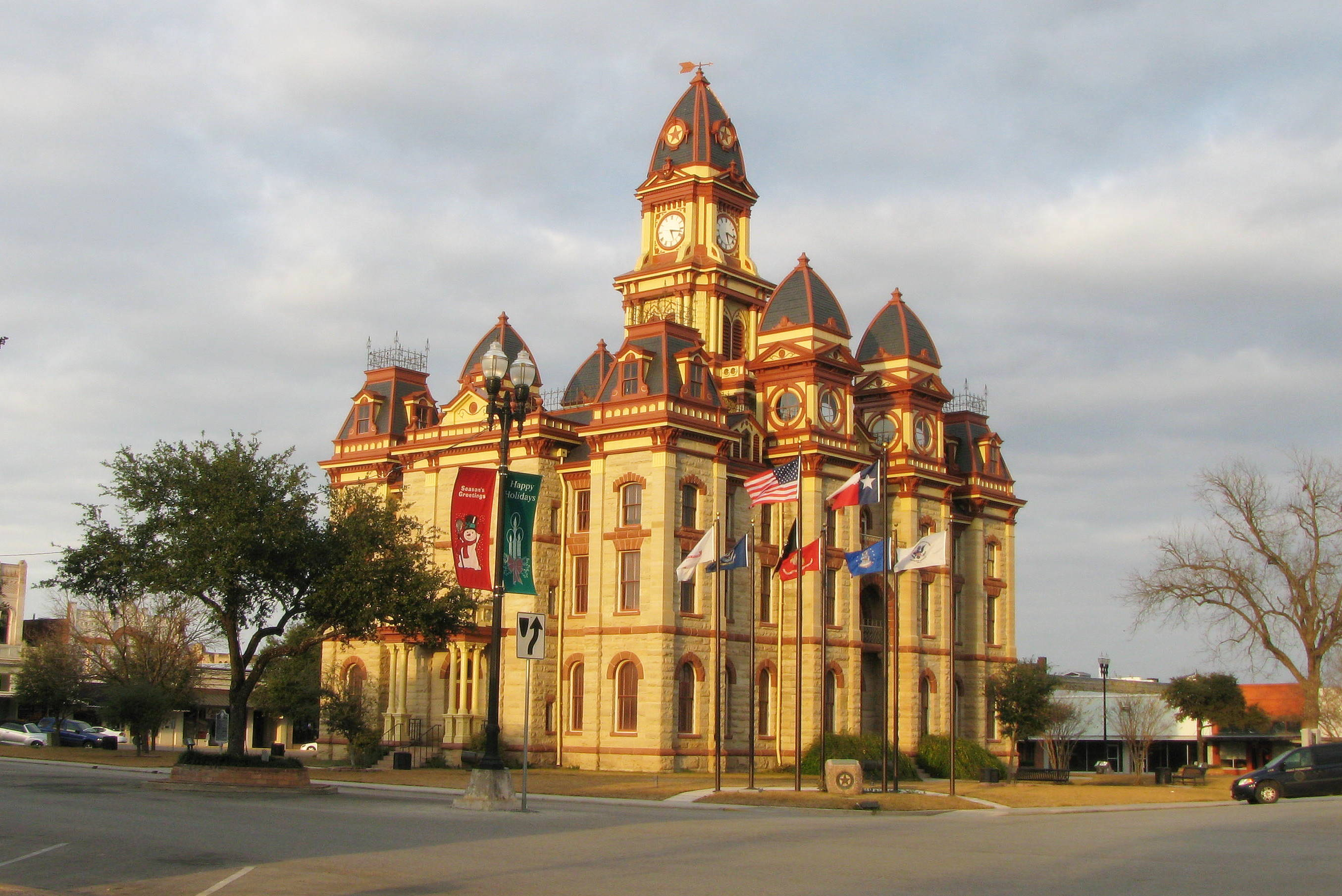
عمارت دادگستری شهرستان کالدول
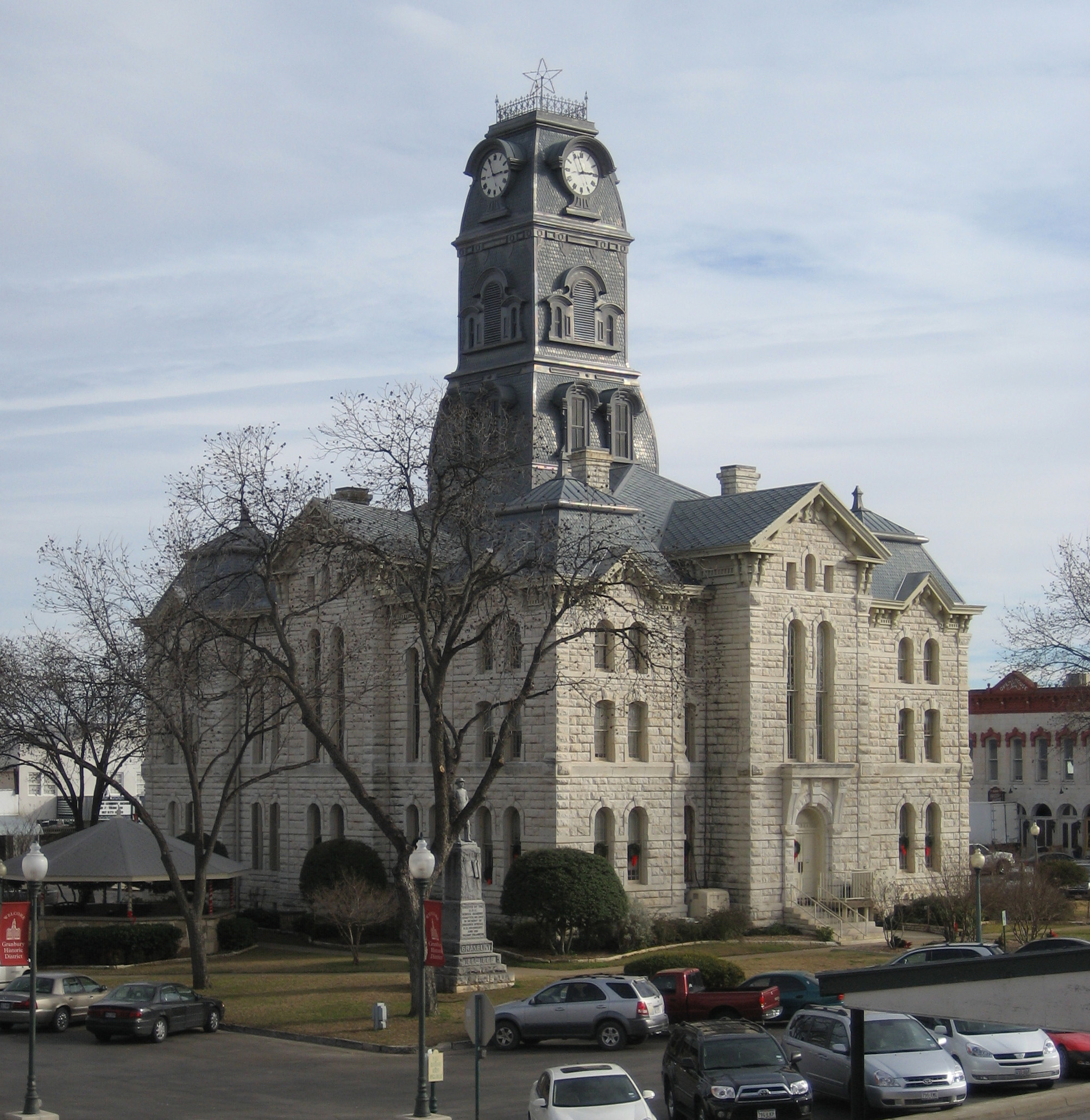
پردیس عمارت دادگستری شهرستان هود
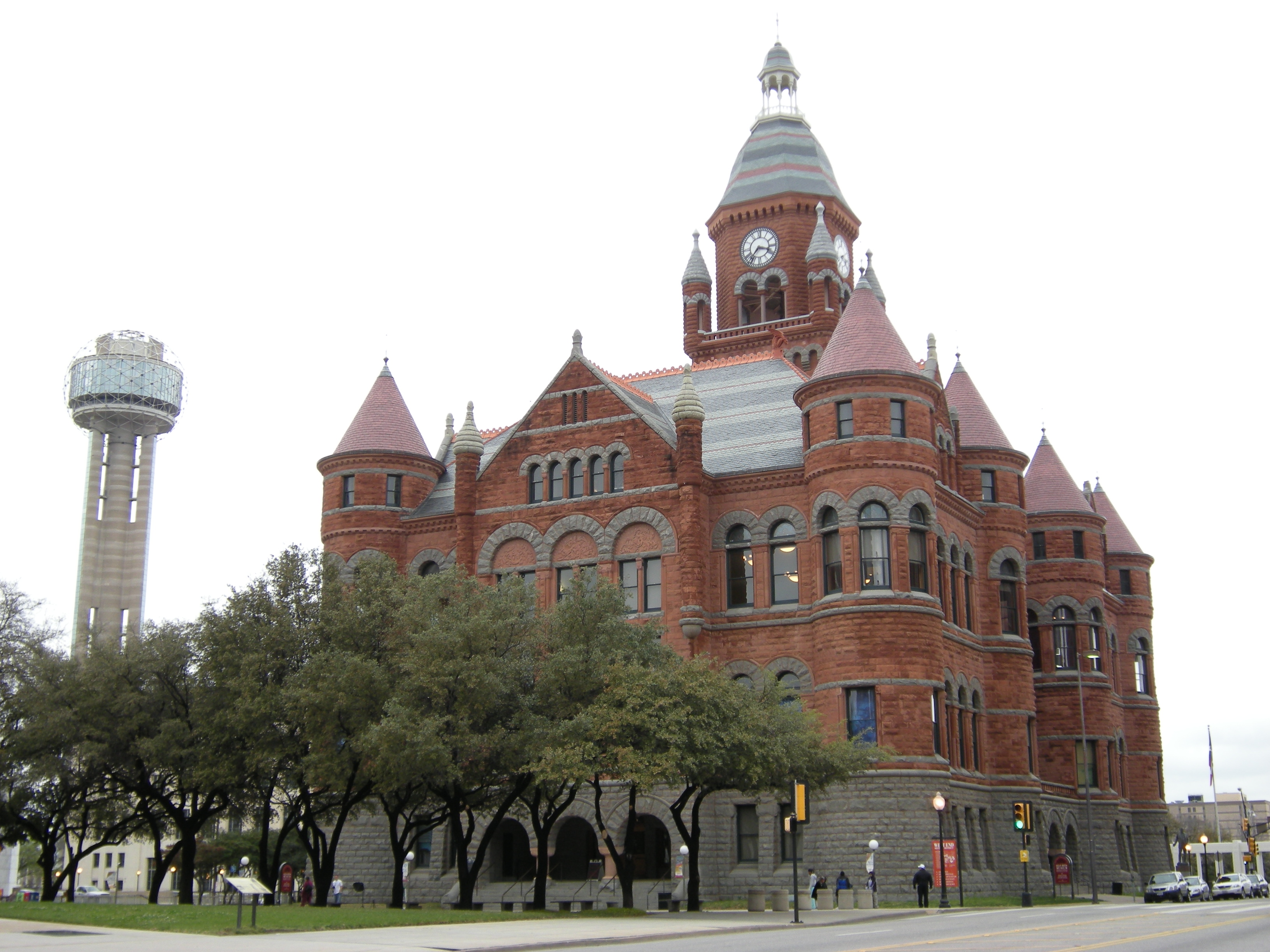
عمارت دادگستری سابق شهر دالاس
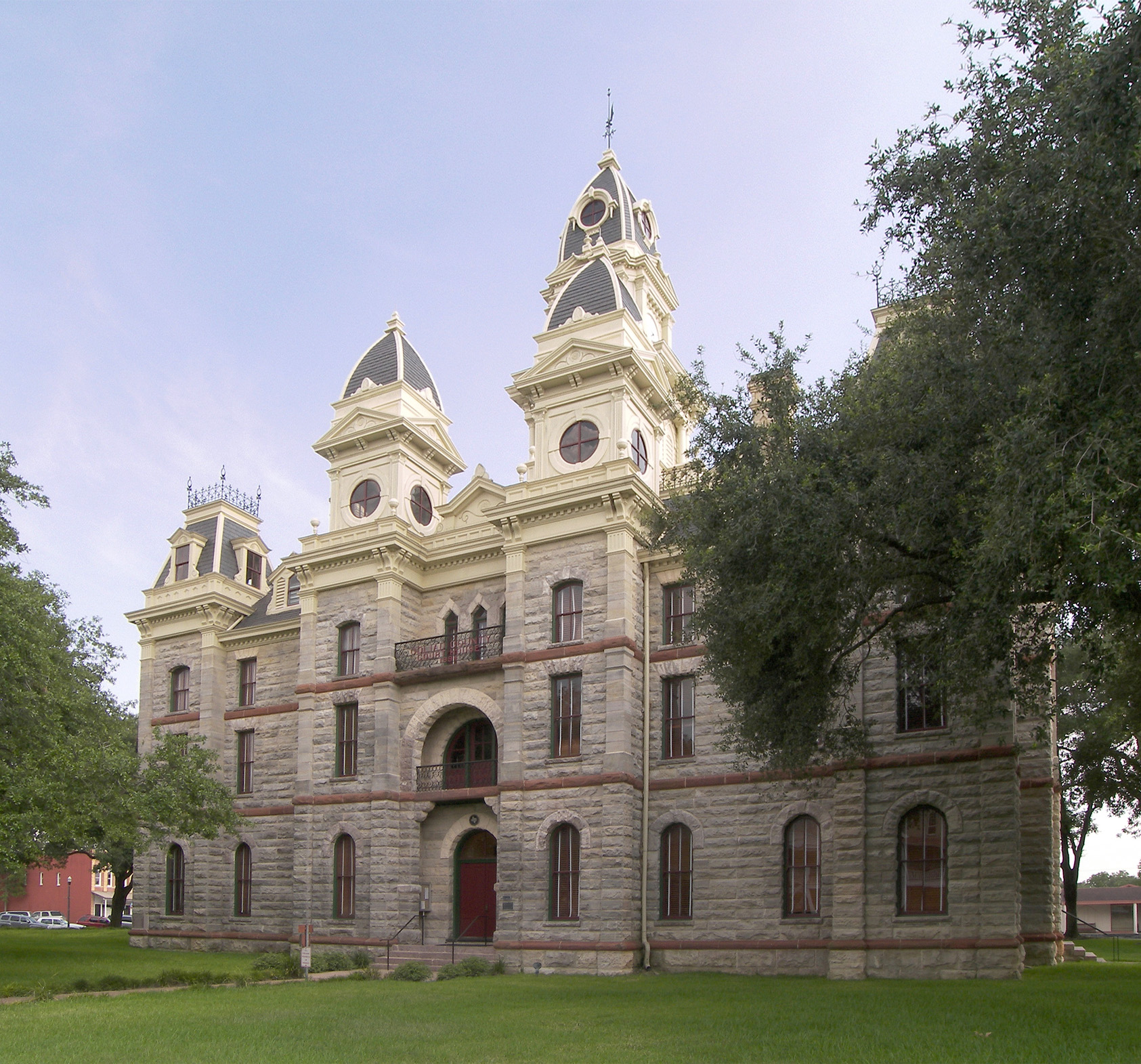
عمارت دادگستری شهرستان گولیاد

## بناهای دانشگاهی
عمارت اشبل اسمیت و ساختمان مرکزی دانشگاه تگزاس در آستین دارای اهمیت ویژه در معماری مراکز دانشگاهی تگزاس دارند.
معمول است که دانشگاه‌ها در تگزاس پردیس خود را با یک شیوه معماری منسجم بسازند. در میان پردیس‌های دانشگاهی مشهور تگزاس می‌توان به موارد زیر اشاره کرد:

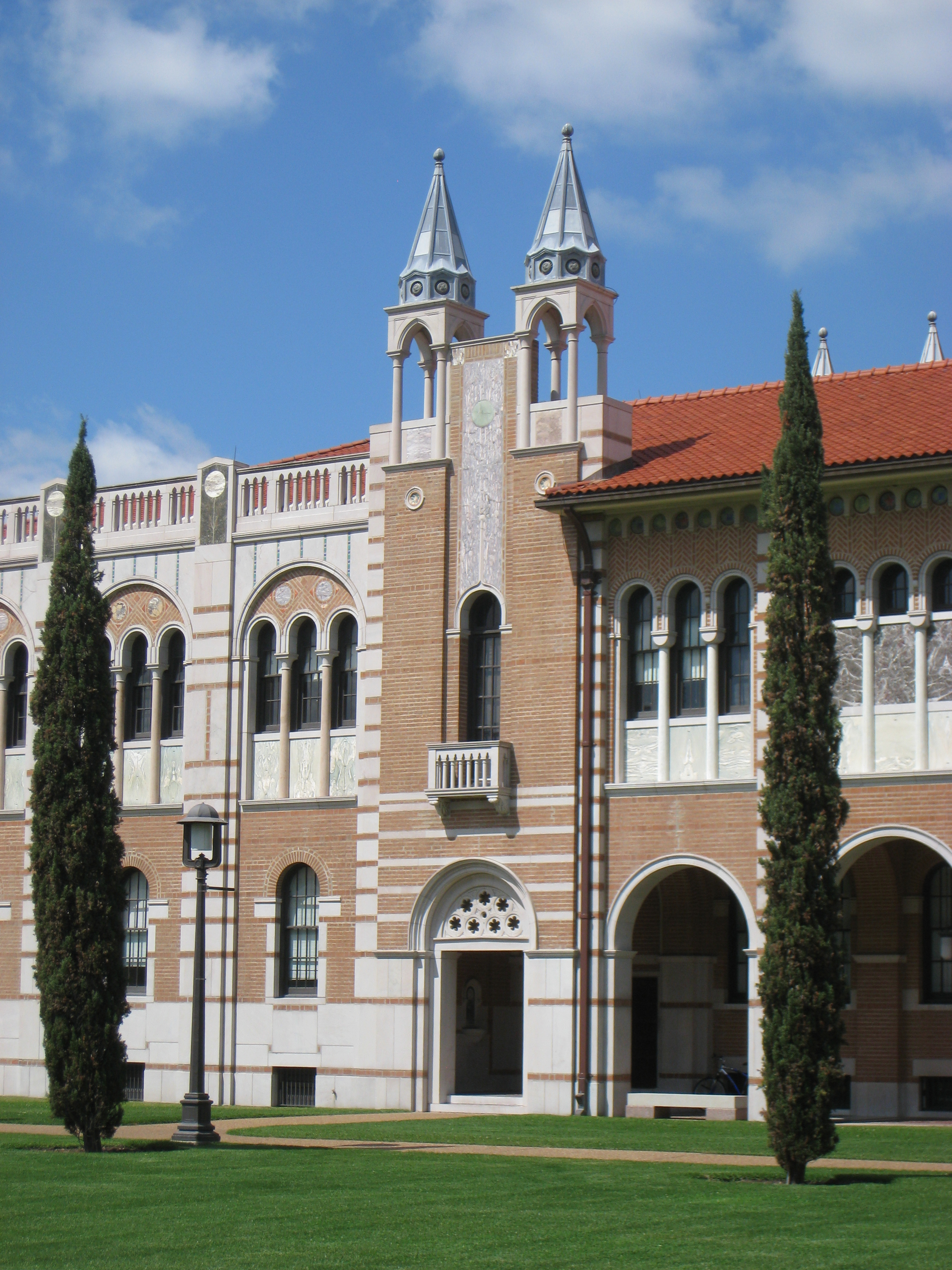
پردیس دانشگاه رایس
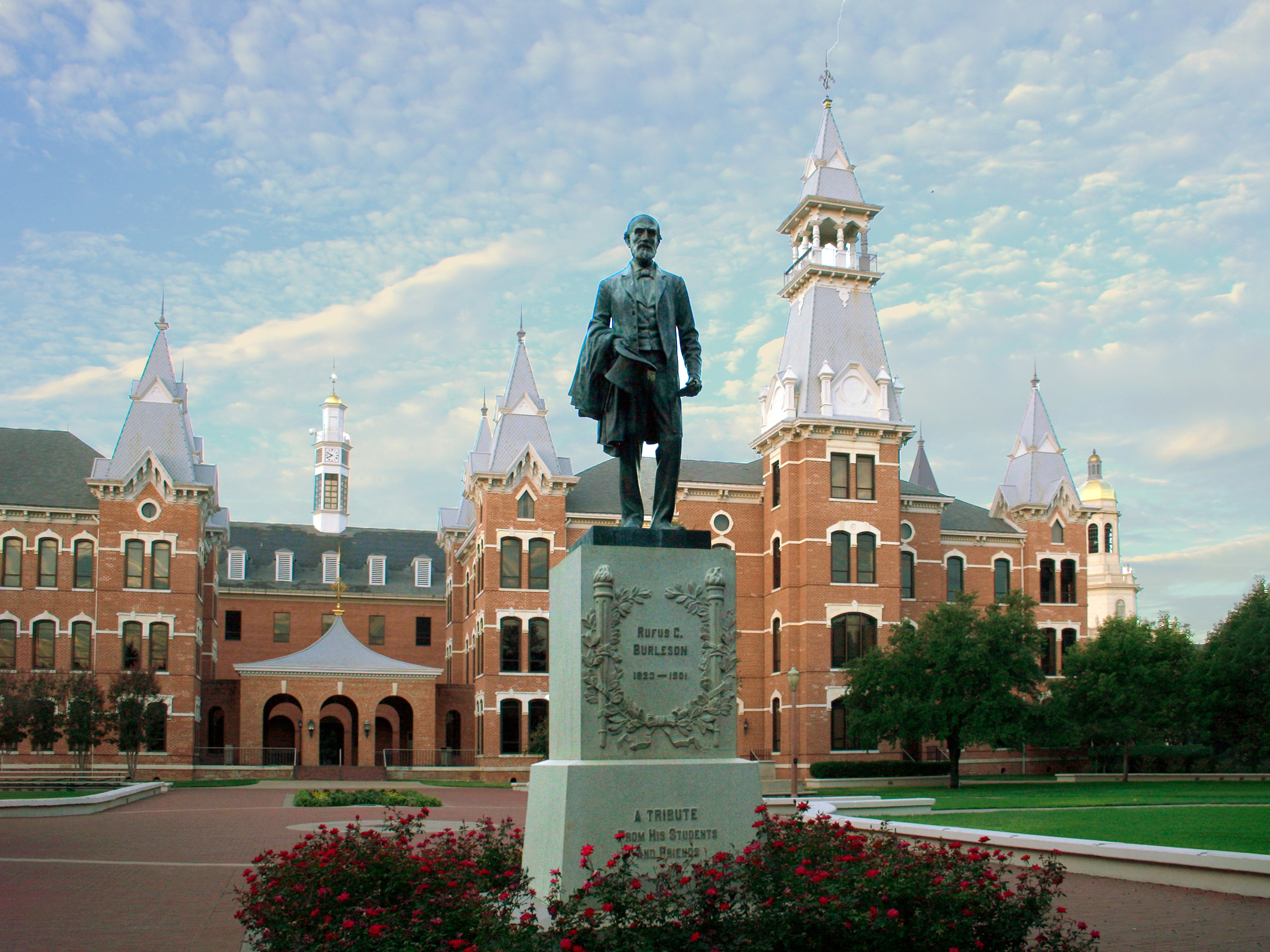
پردیس دانشگاه بیلور
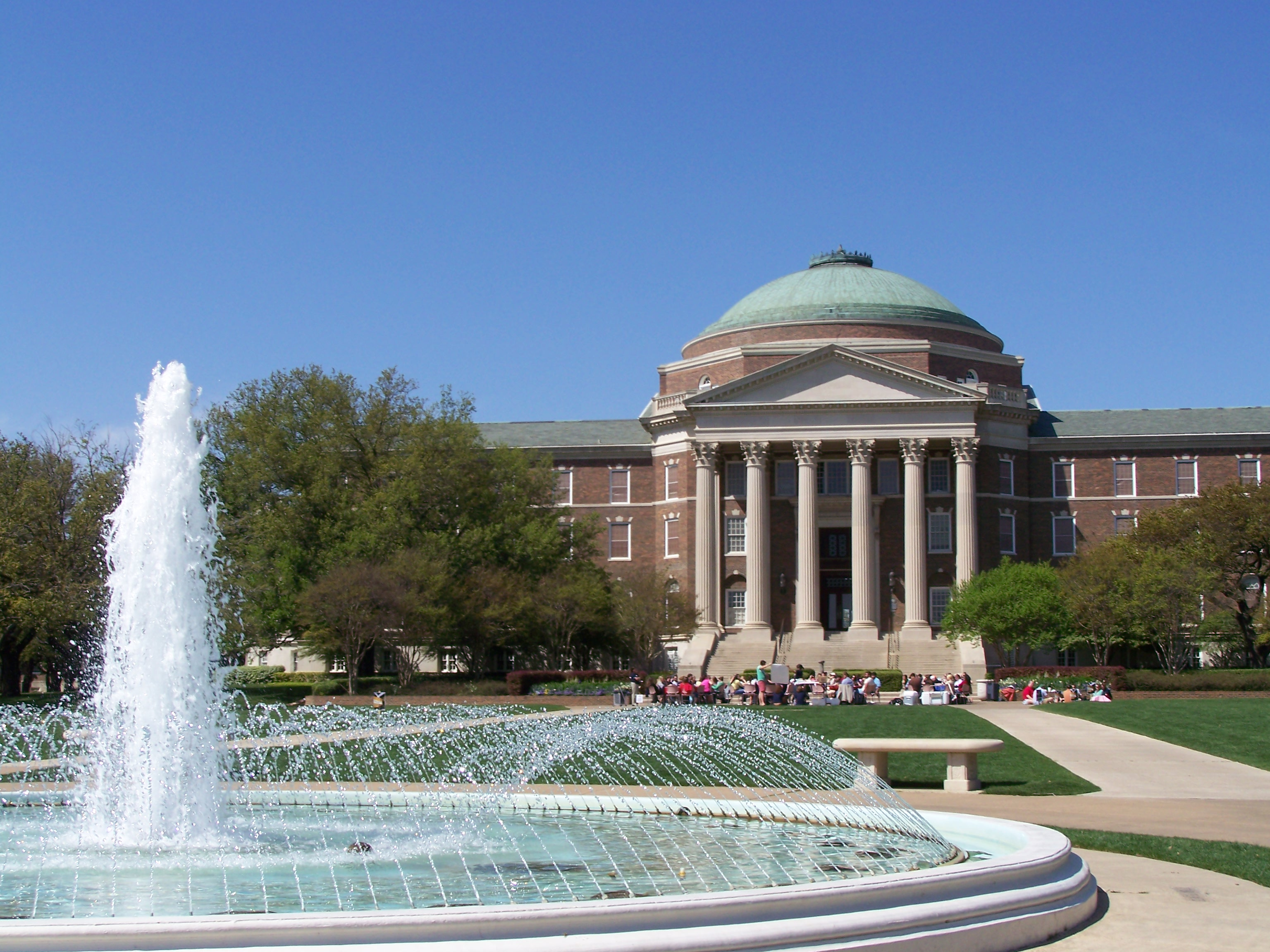
دانشگاه متودیست جنوبی
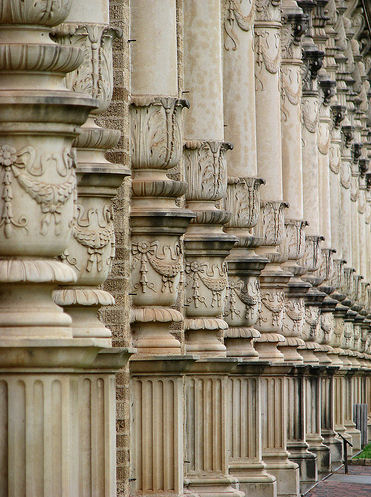
دانشگاه فناوری تگزاس

## معماری نوین

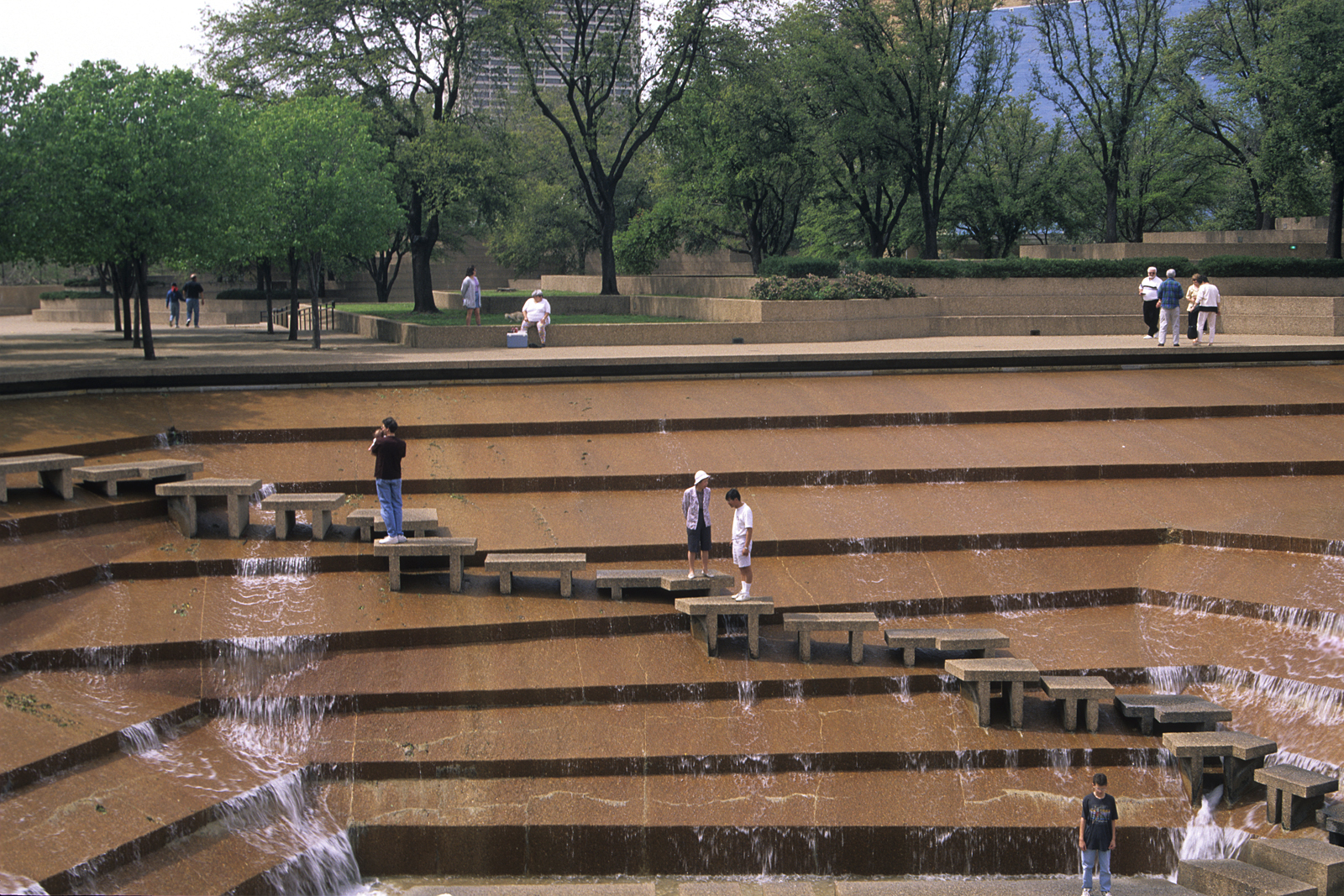
بوستان آبی فورت وورث

در میان آثار فراوان معماری نوگرا و پسانوگرا در تگزاس می‌توان به آثار آرکیتکتانیکا، فیلیپ جانسون و جان بورگی، رافائل مونئو، آی. ام. پی، اچ او کی، و اس او ام اشاره کرد. اما از دیگر بناهای منحصر به فرد تگزاس:
- موزه هنر کیمبل اثر لویی کان
- موزه هنرهای معاصر فورت وورث اثر تادائو آندو
- مرکز هنرهای نمایشی هابی اثر رابرت استرن
- کتابخانه عمومی سن آنتونیو اثر ریکاردو لگورتا